# Johnson River (Kuskokwim River)
Der Johnson River ist ein rund 340 Kilometer langer rechter Nebenfluss des Kuskokwim Rivers im Yukon-Kuskokwim-Delta im Südwesten des US-Bundesstaats Alaska.

## Verlauf
Der Fluss entspringt einem namenlosen See westlich des Arhymot Lake in der Yukon-Kuskokwim Portage nördlich von Kalskag. Der Johnson River fließt zunächst in südwestlicher Richtung zwischen Yukon und Kuskokwim River durch ein weitläufiges Seensystem, biegt am Unterlauf nach Südosten ab und mündet 24 Kilometer südwestlich von Bethel nahe der Mündung in die Kuskokwim Bay in den Kuskokwim River.  

## Name
Der regional verwendete Name des Flusses wurde 1949 vom National Geodetic Survey dokumentiert. Vermutlich ist der Fluss nach dem Goldsucher Eric Johnson benannt. Die Eskimos rechneten das Gewässer dem Kvichavak River zu.